# Etzlaubovy mapy
Erhard Etzlaub (1460, Erfurt – 1532, Norimberk) byl německý astronom, geodet a fyzik. Byl to především norimberský kartograf a výrobce kompasů, který sestavoval cestovní mapy.
Zmínky o jeho životě jsou seskládány pouze z útržků získaných z různých listů. Významná informace o jeho životě je spojena s přijetím na Erfurtskou univerzitu v roce 1468. Zároveň i doklad z roku 1515, kde se představoval jako „astronom fyzikus Erfurtské univerzity“. Úmrtí kartografa je datováno do ledna nebo počátku února roku 1532. 

## Etzlaubovy mapy
Erhard Etzlaub je považován za průkopníka v kresbě map zaznamenávajících cesty (map itinerárních). Tyto cesty propojují jednotlivá znázorněná města a obsahují vždy řadu teček. Každá z těchto teček je symbolem milníku. Tečky (milníky) od sebe byly ve skutečnosti vzdáleny jednu německou míli.  Jedna obecná zeměpisná německá míle je 7,42 km. To znamená, že můžeme snadno spočítat vzdálenosti míst a měst ležících na těchto cestách. S přihlédnutím ke zmíněnému faktu, že Etzlaub propojuje města cestami, můžeme tvrdit, že se jedná o historicky první silniční mapy.
Etzlaub vytvořil takto vypadající mapy dvě. Přihlížel při tom k faktu, že se blíží Svatý rok 1500 – pro poutníky rok velmi důležitý, jelikož se jednalo o výročí narození Ježíše Krista – spojený s cestou do Říma. Nejspíše z tohoto důvodu jsou mapy orientovány k jihu, jelikož velké množství poutníků mělo Řím od svého „domova“ situovaný na jih.
O tisk map se postaral Georg Glockendon (*1484 - †1505), norimberský tiskař, malíř a dřevorytec. Obě Etzlaubovy mapy byly vytištěny technikou dřevorytu.

## Mapa cesty do Říma

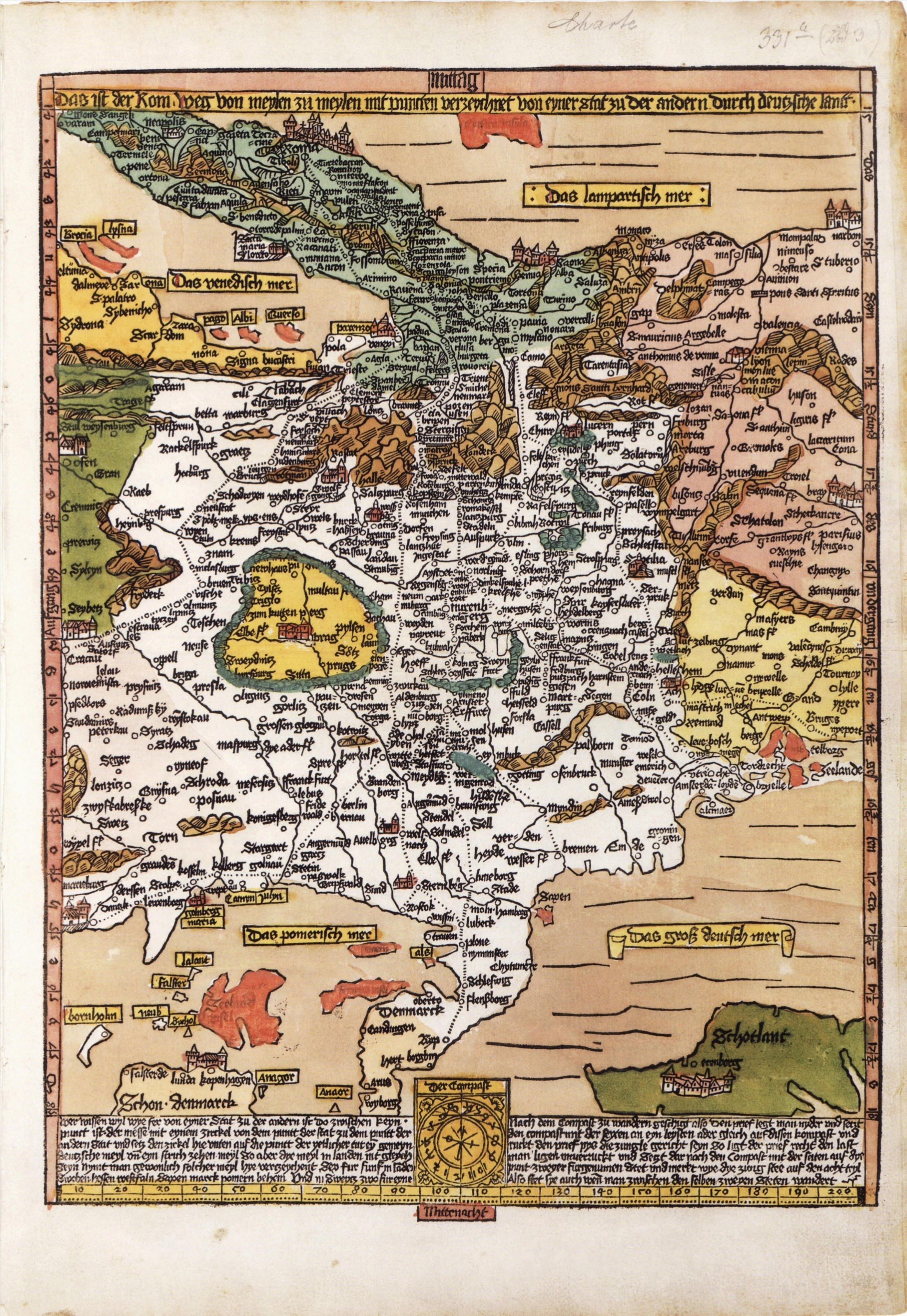
Mapa cesty do Říma

Mapa pod názvem Rom-weg je první Etzlaubovou významnou
mapou, díky které se jako kartograf velmi zviditelnil. Její vytvoření je spojeno s rokem 1500. Na zpracování mapy měla značný vliv mapa střední Evropy od Mikuláše Cuse (Nicolao Cusae) z roku 1491.
Celý název Etzlaubovy mapy je: „Das ist der Rom Weg von Maylen zu Maylen mit Puncten verzeychnet von eyner Stat zu der andern durch deutsche Lantt“, což v překladu znamená: „Toto je cesta do Říma s body po jedné míli přes německé země“.
Jedná se o mapu s válcovým ekvidistantním zobrazením. Měřítko mapy je 1 : 5 300 000 a středem mapy je město Norimberk, tehdy velmi významný dopravní uzel.
Mapa ukazuje  nejdůležitější poutní cesty do Říma v celé střední Evropě. Přes území Česka vede spojení Vídně a Krakova a to městy Mikulov, Brno, Vyškov, Olomouc, Lipník nad Bečvou, Nový Jičín, Ostrava a Těšín. Další česká, moravská a slezská města, která je možno na této mapě nalézt jsou: Praha, Most, Žatec, Loket, Cheb, Tachov, Plzeň, České Budějovice, Kutná Hora, Jihlava, Telč, Třebíč a Znojmo.
Dochované exempláře mapy jsou dnes uchovány v Germánském národním muzeum v Norimberku, ve Francouzské národní knihovně a v Britské knihovně, která je národní knihovnou Velké Británie.
Etzlaub měl přesnou představu pro vybarvování oblastí na mapě: „Sedm království a jazyků sousedících s německou zemí, z nichž každý má svou vlastní barvu.“ „Polsko je zbarveno hnědě. Čechy žlutě, obklopené zeleným lesem. Maďarsko je trávově zelené…“

## Mapa zemských cest

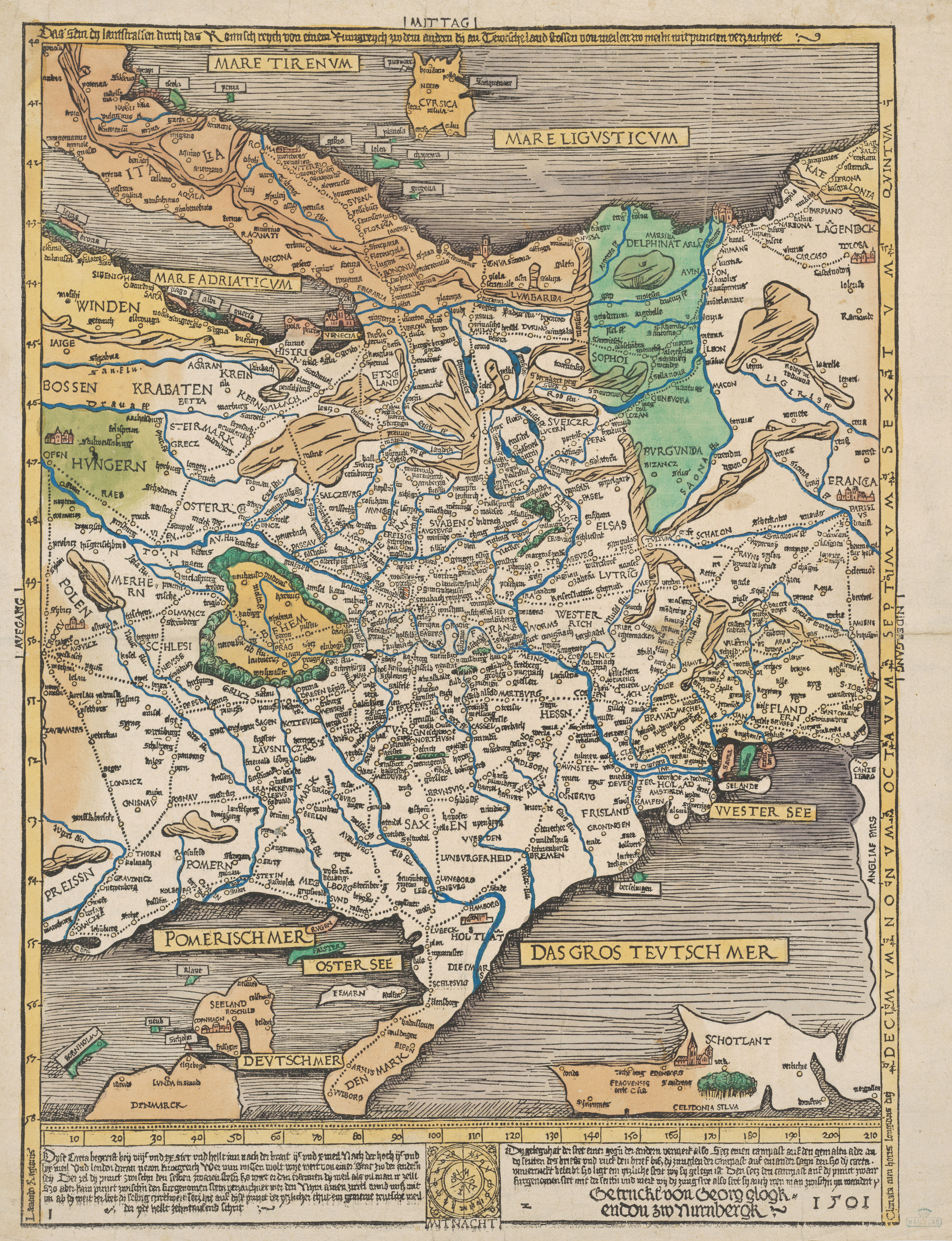
Mapa zemských cest

Druhou mapu vytvořil Etzlaub v roce 1501. Byla vytvořena obdobným způsobem jako Mapa cesty do Říma. Opět byla orientována k jihu a středem všech komunikací bylo významné město Norimberk. Mapa má na rozdíl od první mapy větší záběr zobrazujícího území - zobrazuje širší území na západ od Norimberku (až do střední Francie) a mírně se rozšířila i na jih. Dále byla mapa uzpůsobena tak, aby poskytovala nejen poutníkům, ale i diplomatům, duchovním a cestujícím učencům, více informací o zobrazovaných cestách – byla tedy zaměřena na širší okruh zájemců.
Měřítko vyhotoveného dřevorytu je 1 : 4 100 000.
Celý název mapy je: „Das seyn dy lantstrassen durch das Romisch reych von einem kunigreych zw dem andern dy an Tewtsche land stossen von meilen zw meiln mit puncten verzaichnet“. V překladu: „Toto jsou cesty Římskou říší, z jednoho království do druhého, procházející Německem, zaznamenány tečkami každou míli“.
Mapa zemských cest, na rozdíl od první mapy, zobrazuje přes naše území více cest. Jsou to cesty z Prahy přes Plzeň do Norimberka, z Prahy přes Kutnou Horu, Jihlavu a Třebíč do Olomouce a dále cesta z Olomouce do Vratislavi. Dalšími zaznamenanými městy na mapě jsou Louny, Beroun, Příbram, Horažďovice, Nymburk, Litoměřice, Bělá pod Bezdězem, Šternberk, Opava a Uherský Brod.
V celé mapě je systematicky zesvětlena dominantní hnědá barva, kterou byly znázorněny Alpy v mapě cesty do Říma. Obdobně je tomu tak i u středohoří. Na rozdíl od první mapy zde už Etzlaub nezakresluje pohoří „kopečkovitou“ metodou. Zajímavostí je, že horské oblasti kolem Čech, jsou znázorněny zelenou barvou. Dále schéma zobrazující vodstvo je málo podrobné. Etzlaub na mapu zaznamenal pouze dosud známou říční síť.

## České země
Mapy jsou pro Čechy velmi zajímavé, jelikož jsou na obou mapách zakresleny i s jednotlivými významnými městy. Etzlaubovy mapy měly také velký vliv na první samostatnou mapu Čech z roku 1518. Autorem této nejvzácnější mapové památky, která se zachovala v jediném výtisku, byl mladoboleslavský lékař Mikuláš Klaudyán.